# 2012-es Szardínia-rali
A 2012-es Szardínia-rali (hivatalosan: Rally Italia Sardegna 2012) volt a 2012-es rali-világbajnokság tizenkettedik futama. Október 18. és október 21. között került megrendezésre, 16 gyorsasági szakaszból állt a verseny, melyek össztávja 305,8 kilométert tett ki. A versenyen 41 páros indult, melyből 32 ért célba.

## Szakaszok
| Nap             | Szakasz | Rajtidő (UTC+2) | Szakasz neve          | Hossz    | Győztes            | Idő     | Átlagsebesség | Versenbyen vezető |
| --------------- | ------- | --------------- | --------------------- | -------- | ------------------ | ------- | ------------- | ----------------- |
| 1. (Október 18) | 1.      | 16:13           | Terranova 1           | 28.14 km | Sébastien Loeb     | 19:09.4 | 88.08 km/h    | Sébastien Loeb    |
| 1. (Október 18) | 2.      | 18:16           | Terranova 2           | 28.14 km | Mikko Hirvonen     | 18:49.4 | 89.41 km/h    | Sébastien Loeb    |
| 2. (Október 19) | 3.      | 8:43            | Monte Lerno 1         | 29.68 km | Mikko Hirvonen     | 18:16.2 | 97.28 km/h    | Mikko Hirvonen    |
| 2. (Október 19) | 4.      | 11:34           | Castelsardo 1         | 14.00 km | Mikko Hirvonen     | 10:45.9 | 78.01 km/h    | Mikko Hirvonen    |
| 2. (Október 19) | 5.      | 12:24           | Tergu-Osilo 1         | 14.88 km | Sébastien Ogier    | 10:16.1 | 86.56 km/h    | Mikko Hirvonen    |
| 2. (Október 19) | 6.      | 14:46           | Castelsardo 2         | 14.00 km | Jevgenyij Novikov  | 10:27.6 | 80.18 km/h    | Mikko Hirvonen    |
| 2. (Október 19) | 7.      | 15:36           | Tergu-Osilo 2         | 14.88 km | Jevgenyij Novikov  | 9:41.8  | 92.04 km/h    | Mikko Hirvonen    |
| 2. (Október 19) | 8.      | 17:50           | Monte Lerno 2         | 29.68 km | Mikko Hirvonen     | 18:32.8 | 90.23 km/h    | Mikko Hirvonen    |
| 3. (Október 20) | 9.      | 9:28            | Coiluna-Loelle 1      | 29.35 km | Mads Østberg       | 17:39.4 | 99.44 km/h    | Mikko Hirvonen    |
| 3. (Október 20) | 10.     | 10:35           | Monte di Ala 1        | 14.49 km | Jevgenyij Novikov  | 9:12.9  | 94.20 km/h    | Mikko Hirvonen    |
| 3. (Október 20) | 11.     | 11:37           | Monte Olia 1          | 14.12 km | Mads Østberg       | 10:18.2 | 82.13 km/h    | Mikko Hirvonen    |
| 3. (Október 20) | 12.     | 14:48           | Coiluna-Loelle 2      | 29.35 km | Mads Østberg       | 17:12.6 | 102.19 km/h   | Mikko Hirvonen    |
| 3. (Október 20) | 13.     | 15:55           | Monti di Ala 2        | 14.49 km | Jari-Matti Latvala | 8:57.4  | 97.04 km/h    | Mikko Hirvonen    |
| 3. (Október 20) | 14.     | 16:57           | Monte Olia 2          | 14.12 km | Mads Østberg       | 10:02.6 | 84.21 km/h    | Mikko Hirvonen    |
| 4. (Október 21) | 15.     | 9:20            | Gallura 1             | 8.24 km  | Mads Østberg       | 6:25.0  | 77.05 km/h    | Mikko Hirvonen    |
| 4. (Október 21) | 16.     | 11:00           | Gallura (power stage) | 8.24 km  | Petter Solberg     | 6:13.4  | 79.44 km/h    | Mikko Hirvonen    |

## Végeredmény
| Helyezés  | Versenyző          | Navigátor          | Autó                       | Idő       | Különbség | Pont |
| --------- | ------------------ | ------------------ | -------------------------- | --------- | --------- | ---- |
| 1.        | Mikko Hirvonen     | Jarmo Lehtinen     | Citroën DS3 WRC            | 3:23:54.9 | 0.0       | 25   |
| 2.        | Jevgenyij Novikov  | Ilka Minor         | Ford Fiesta RS WRC         | 3:25:15.5 | +1:20.6   | 18   |
| 3.        | Ott Tänak          | Kuldar Sikk        | Ford Fiesta RS WRC         | 3:26:16.0 | +2:21.1   | 15   |
| 4.        | Mads Østberg       | Jonas Andersson    | Ford Fiesta RS WRC         | 3:27:37.8 | +3:42.9   | 12   |
| 5.        | Sébastien Ogier    | Julien Ingrassia   | Škoda Fabia S2000          | 3:28:22.4 | +4:27.5   | 10   |
| 6.        | Chris Atkinson     | Stéphane Prévot    | Mini John Cooper Works WRC | 3:29:17.1 | +5:22.2   | 8    |
| 7.        | Andreas Mikkelsen  | Ola Fløene         | Škoda Fabia S2000          | 3:30:07.4 | +6:12.5   | 6    |
| 8.        | Martin Prokop      | Zdeněk Hrůza       | Ford Fiesta RS WRC         | 3:33:24.2 | +9:29.3   | 4    |
| 9.        | Petter Solberg     | Chris Patterson    | Ford Fiesta RS WRC         | 3:33:47.2 | +9:52.3   | 5    |
| 10.       | Luca Pedersoli     | Matteo Romano      | Citroën DS3 WRC            | 3:44:30.5 | +20:35.6  | 1    |
| PWRC      |                    |                    |                            |           |           |      |
| 1. (14.)  | Nicolás Fuchs      | Fernando Mussano   | Subaru Impreza WRX STi     | 3:49:25.7 | 0.0       | 25   |
| 2. (15.)  | Marcos Ligato      | Rubén García       | Subaru Impreza WRX STi     | 3:49:56.1 | +30.4     | 18   |
| 3. (16.)  | Valeriy Gorban     | Andriy Nikolaev    | Mitsubishi Lancer Evo IX   | 3:50:07.8 | +42.1     | 15   |
| 4. (17.)  | Subhan Aksa        | Nicola Arena       | Mitsubishi Lancer Evo X    | 3:52:26.9 | +3:01.2   | 12   |
| 5. (20.)  | Oleksiy Kikireshko | Sergei Larens      | Mitsubishi Lancer Evo IX   | 3:56:28.4 | +7:02.7   | 10   |
| 6. (21.)  | Michał Kościuszko  | Maciej Szczepaniak | Mitsubishi Lancer Evo X    | 3:56:38.9 | +7:13.2   | 8    |
| 7. (22.)  | Ricardo Triviño    | Àlex Haro          | Subaru Impreza WRX STi     | 3:57:44.0 | +8:18.3   | 6    |
| 8. (24.)  | Benito Guerra      | Borja Rozada       | Mitsubishi Lancer Evo X    | 4:00:12.7 | +10:47.0  | 4    |
| 9. (25.)  | Gianluca Linari    | Andrea Cecchi      | Subaru Impreza WRX STi     | 4:03:35.8 | +14:10.1  | 2    |
| 10. (30.) | Louise Cook        | Stefan Davis       | Ford Fiesta ST             | 4:42:48.5 | +53:22.8  | 1    |

## Szuperspeciál (Power Stage)
| Helyezés | Versenyző          | Idő      | Különbség | Átlagsebesség | Pont |
| -------- | ------------------ | -------- | --------- | ------------- | ---- |
| 1        | Petter Solberg     | 6:13.417 | 0.000     | 79.4 km/h     | 3    |
| 2        | Jari-Matti Latvala | 6:13.637 | +0.220    | 79.4 km/h     | 2    |
| 3        | Thierry Neuville   | 6:18.182 | +4.765    | 78.5 km/h     | 1    |

## Külső hivatkozások
A verseny hivatalos honlapja

Eredmények az ewrc-results.com honlapon